# Coarnă Neagră selecționată
Coarnă neagră selecționată este un soi relativ nou fiind rezultatul unei selecții individuale având la bază soiul vechi Coarnă neagră. A fost obținut prin fecundare liberă în anul 1969 de către cercetătorii Gherasim Constantinescu și Elena Negreanu de la Institutul de Cercetare și Dezvoltare pentru Viticultură și Oenologie Valea Călugărească, actualul Institut de Cercetare-Dezvoltare pentru Viticultură și Vinificație Valea Călugărească.
Soiul nu se caracterizează prin fertilitate ridicată și producții mari, fiind lipsit și de o bună rezistență față de îngheț.
Se recomandă ca la tăieri să se folosească elemente de rod lungi și chiar foarte lungi(16-18 ochi).